# Malé sedlo

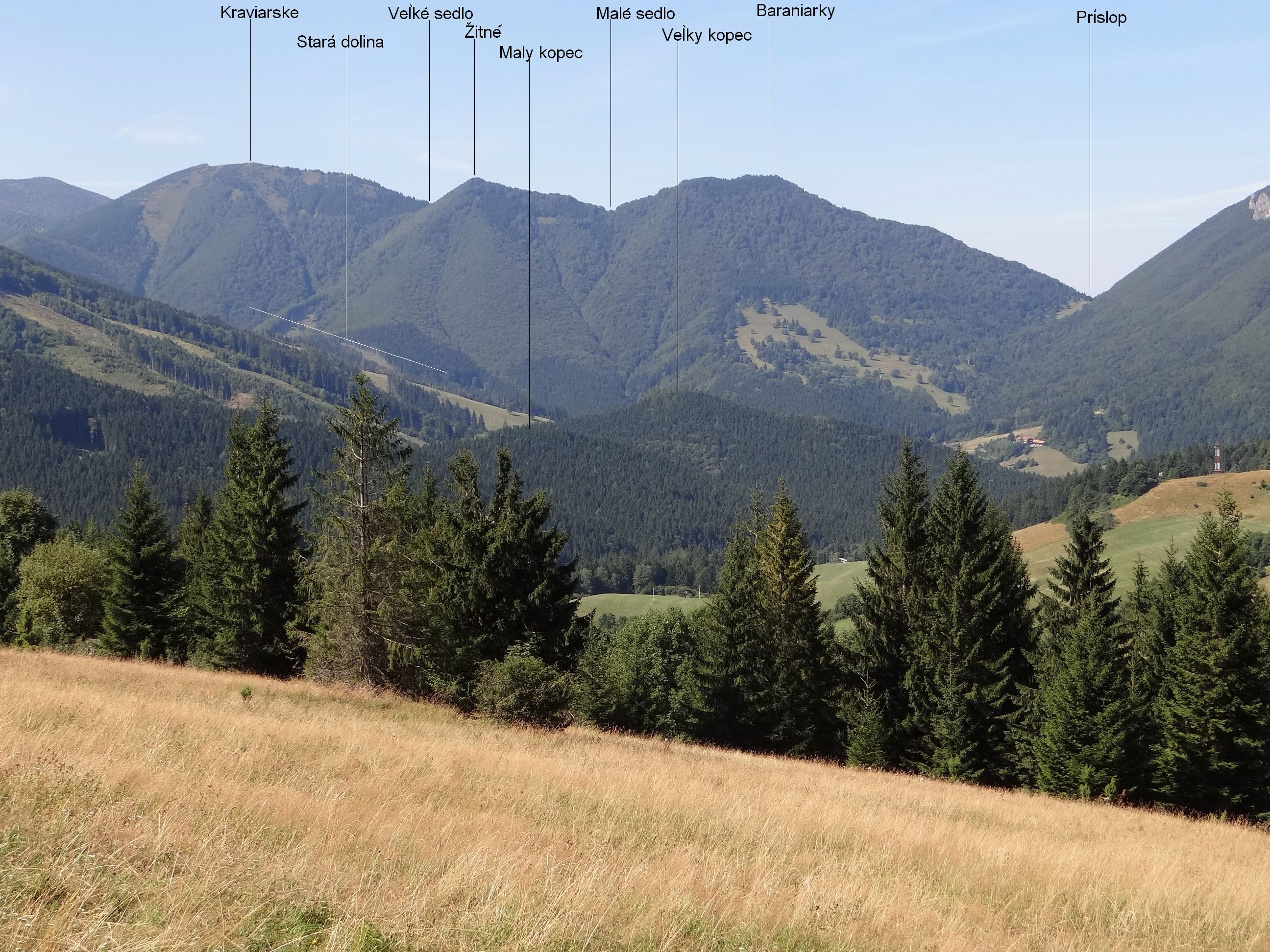
Malé sedlo v hřebeni Kraviarske

Malé sedlo (1176,9 m n. m.) je sedlo v Malé Fatře na Slovensku. Nachází se v mohutné rozsoše, která vybíhá severním směrem z východního vrcholu Koniarek (1536 m). Sedlo odděluje vrcholy Žitné (1264 m) na jihovýchodě a Baraniarky (1270 m) na severozápadě. Na jihozápadě spadají svahy od sedla do doliny Veľká Bránica (nachází se zde NPR Veľká Bránica) a na severovýchodě do Staré doliny. V sedle se rozkládá malá polana, která byla v minulosti využívána k pastvě. Sedlem prochází modře značená turistická trasa, avšak samotné sedlo není v terénu nijak označeno.

## Přístup
- po modré  značce ze sedla Príslop přes vrchol Baraniarky
- po modré  značce ze Sedla za Kraviarskym přes vrchol Kraviarske